# Kilmarnock F.C.
Kilmarnock Football Club – szkocki klub piłkarski z Kilmarnock założony w 1869 roku. Barwy biało-niebieskie. Drużyna gra na stadionie Rugby Park.

## Hymn
| Glory, glory Ayrshire Killie! And the Blues go marching ON! ON! ON! Glory, glory Ayrshire Killie! And the Blues go marching ON! ON! ON! Hello, hello! We are the Killie boys, Hello, hello! We're here to make a noise. We're up to our knees in A*r blood, Surrender or you'll die. For we are the Ayrshire Killie boys! Glory, glory Ayrshire Killie! And the Blues go marching ON! ON! ON! I'm Killie 'til I die, I'm Killie 'til I die, I know I am, I'm sure I am...I'm Killie 'til I die. |

## Sukcesy
- Mistrzostwo Szkocji (1): 1964/65;
- Puchar Szkocji (3): 1919/20, 1928/29, 1996/97;
- Puchar Ligi Szkockiej (1): 2011/12
- Finał Pucharu Szkocji (5): 1897/98, 1931/32, 1937/38, 1956/57, 1959/60.

## Skład zespołu
Stan na 3 marca 2019
| Nr | Poz. | Piłkarz                                   |
| -- | ---- | ----------------------------------------- |
| 1  | BR   | Jamie MacDonald                           |
| 2  | OB   | Stephen O’Donnell                         |
| 3  | OB   | Greg Taylor                               |
| 4  | OB   | Alex Bruce                                |
| 5  | OB   | Kirk Broadfoot                            |
| 6  | PO   | Alan Power                                |
| 7  | NA   | Rory McKenzie                             |
| 8  | PO   | Gary Dicker (vice-kapitan)                |
| 9  | NA   | Kris Boyd (kapitan)                       |
| 11 | PO   | Jordan Jones                              |
| 12 | NA   | Mikael Ndjoli (wypożyczony z Bournemouth) |
| 13 | BR   | Devlin MacKay                             |
| 14 | OB   | Daniel Higgins                            |

| Nr | Poz. | Piłkarz                                      |
| -- | ---- | -------------------------------------------- |
| 15 | NA   | Conor McAleny (wypożyczony z Fleetwood Town) |
| 16 | OB   | Scott Boyd                                   |
| 17 | OB   | Stuart Findlay                               |
| 18 | OB   | Calum Waters                                 |
| 19 | NA   | Liam Millar (wypożyczony z Liverpool)        |
| 21 | PO   | Adam Frizzell                                |
| 22 | OB   | Ross Millen                                  |
| 24 | PO   | Youssouf Mulumbu (wypożyczony z Celtic)      |
| 25 | NA   | Eamonn Brophy                                |
| 26 | BR   | Daniel Bachmann (wypożyczony z Watford)      |
| 27 | PO   | Aaron Tshibola (wypożyczony z Aston Villa)   |
| 29 | PO   | Chris Burke                                  |

## Europejskie puchary
Legenda do wszystkich tabel:
- Q – runda eliminacyjna, 1/16, 1/8, 1/4, 1/2 – odpowiednia faza rozgrywek, Grupa – runda grupowa, 1r gr – pierwsza runda grupowa, 2r gr – druga runda grupowa, F – finał, R – runda, PO – play-off
- k. – rzuty karne, los. – losowanie, Dogr. – dogrywka, w. – zasada bramek strzelonych na wyjeździe

| Sezon     | Rozgrywki                 | Runda | Klub                | Dom | Wyjazd | Ogólnie    |
| --------- | ------------------------- | ----- | ------------------- | --- | ------ | ---------- |
| 1964/65   | Puchar Miast Targowych    | 1R    | Eintracht Frankfurt | 5–1 | 0–3    | 5–4        |
| 1964/65   | Puchar Miast Targowych    | 2R    | Everton             | 0–2 | 1–4    | 1–6        |
| 1965/66   | Puchar Europy             | Q     | 17 Nëntori Tirana   | 1–0 | 0–0    | 1–0        |
| 1965/66   | Puchar Europy             | 1R    | Real Madryt         | 2–2 | 1–5    | 3–7        |
| 1966/67   | Puchar Miast Targowych    | 2R    | Antwerp             | 7–2 | 1–0    | 8–2        |
| 1966/67   | Puchar Miast Targowych    | 3R    | La Gantoise         | 1–0 | 2–1    | 3–1, Dogr. |
| 1966/67   | Puchar Miast Targowych    | 1/4   | Lokomotive Leipzig  | 2–0 | 0–1    | 2–1        |
| 1966/67   | Puchar Miast Targowych    | 1/2   | Leeds United        | 0–0 | 2–4    | 2–4        |
| 1969/70   | Puchar Miast Targowych    | 1R    | FC Zürich           | 3–1 | 2–3    | 5–4        |
| 1969/70   | Puchar Miast Targowych    | 2R    | Sławia Sofia        | 4–1 | 0–2    | 4–3        |
| 1969/70   | Puchar Miast Targowych    | 3R    | Dinamo Bacău        | 1–1 | 0–2    | 1–3        |
| 1970/71   | Puchar Miast Targowych    | 1R    | Coleraine           | 2–3 | 1–1    | 3–4        |
| 1997/98   | Puchar Zdobywców Pucharów | Q     | Shelbourne          | 2–1 | 1–1    | 3–2        |
| 1997/98   | Puchar Zdobywców Pucharów | 1R    | OGC Nice            | 1–1 | 1–3    | 2–4        |
| 1998/99   | Puchar UEFA               | 1Q    | FK Željezničar      | 1–0 | 1–1    | 2–1        |
| 1998/99   | Puchar UEFA               | 2Q    | Sigma Ołomuniec     | 0–2 | 0–2    | 0–4        |
| 1999/2000 | Puchar UEFA               | Q     | Reykjavíkur         | 2–0 | 0–1    | 2–1, Dogr. |
| 1999/2000 | Puchar UEFA               | 1R    | Kaiserslautern      | 0–2 | 0–3    | 0–5        |
| 2001/02   | Puchar UEFA               | Q     | Glenavon            | 1–0 | 1–0    | 2–0        |
| 2001/02   | Puchar UEFA               | 1R    | Viking              | 1–1 | 0–2    | 1–3        |
| 2019/20   | Liga Europy               | 1Q    | Gap Connah's Quay   | 0–2 | 2–1    | 2–3        |
| 2024/25   | Liga Europy               | 2Q    | Cercle Brugge       | 1–1 | 0–1    | 1–2        |
| 2024/25   | Liga Konferencji          | 3Q    | Tromsø IL           | 2–2 | 1–0    | 3–2        |
| 2024/25   | Liga Konferencji          | PO    | FC Kopenhaga        | 1–1 | 0–2    | 1–3        |